# 泽八绣球
泽八绣球（学名：Hydrangea serrata f. acuminata），又名泽八仙，为绣球花科绣球属绣球花下的一个变型。

## 扩展阅读
- 維基物種上的相關：泽八绣球